# 3835 Короленко
3835 Короленко (3835 Korolenko) — астероїд головного поясу, відкритий 23 вересня 1977 року.
Тіссеранів параметр щодо Юпітера — 3,329.